# Nan Tharat
Nan Tharat (? - 1698), danh xưng hoàng gia là Samdach Brhat Chao Phya Nanda Raja Sri Sadhana Kanayudha, là vua thứ 30 của Vương quốc Lan Xang, trị vì từ năm 1695 đến khi bị buộc thoái vị năm 1698 .
Nan Tharat tên thời nhỏ là Chao Phaya Nandaratta, là con của Chao Fa Puya (Bou), cháu vua Vichai (trị vì 1637 - 1638). Năm 1695 ông kế vị vua Tian Thala (trị vì 1690 - 1695).
Ông bị buộc thoái vị năm 1698 và bị Hoàng tử Sai Ong Hue giết chết .

## Hậu kỳ
Hoàng tử Sai Ong Hue là con trai vua Somphou, cháu trai vua Upanyuvarath II. Sai Ong Hue lên ngôi, vương hiệu là Xaysethathirath II, trị vì tại Lan Xang từ năm 1698 đến năm 1706, và vua Viêng Chăn từ năm 1707 đến năm 1730, tổng cộng 32 năm 